# Fabrica di Roma
Fabrica di Roma es una localidad y comune italiana de la provincia de Viterbo, región de Lacio, con 9.000 habitantes.

## Evolución demográfica
| Gráfica de evolución demográfica de Fabrica di Roma entre 1861 y 2001 |
|                                                                       |
| Fuente ISTAT - elaboración gráfica de Wikipedia                       |